# Pietro Guarienti
Pietro Guarienti (Verona, 1700 circa – 1765) è stato un pittore e storico dell'arte italiano.
Pittore di origine veronese, assume l'incarico di ispettore e restauratore della Regia Galleria di Dresda nel 1746.

## Biografia
Nato a Verona, si stabilì a Bologna, dove si svolse gran parte della sua attività. Fu allievo dei pittori Giuseppe Maria Crespi e Biagio Falcieri.
Si occupò della riedizione dell' "Abecedario pittorico" di Pellegrino Antonio Orlandi, testo che aveva riscosso un grande successo come strumento di consultazione ed era stato aggiornato dall'autore stesso più volte.
Guarienti sfruttò la premessa della riedizione per una serie di osservazioni sulla propria formazione e sulla lunga esperienza professionale. Il testo finì per essere una difesa delle qualità del conoscitore: capacità di incrociare conoscenze storico-artistiche, costruite viaggiando e osservando le più importanti collezioni dell'epoca. 
Utili erano inoltre le sue indicazioni per smascherare i falsi, problema che stava avanzando in modo pressante nel mondo dell'arte del Settecento.